# هیو گرهاردی
هیو گرهاردی (انگلیسی: Hugh Gerhardi؛ زادهٔ ۵ مهٔ ۱۹۳۳) بازیکن فوتبال اهل آفریقای جنوبی است.
از باشگاه‌هایی که در آن بازی کرده‌است می‌توان به باشگاه فوتبال لیورپول اشاره کرد.